# Gethsemanekirche (Hannover)

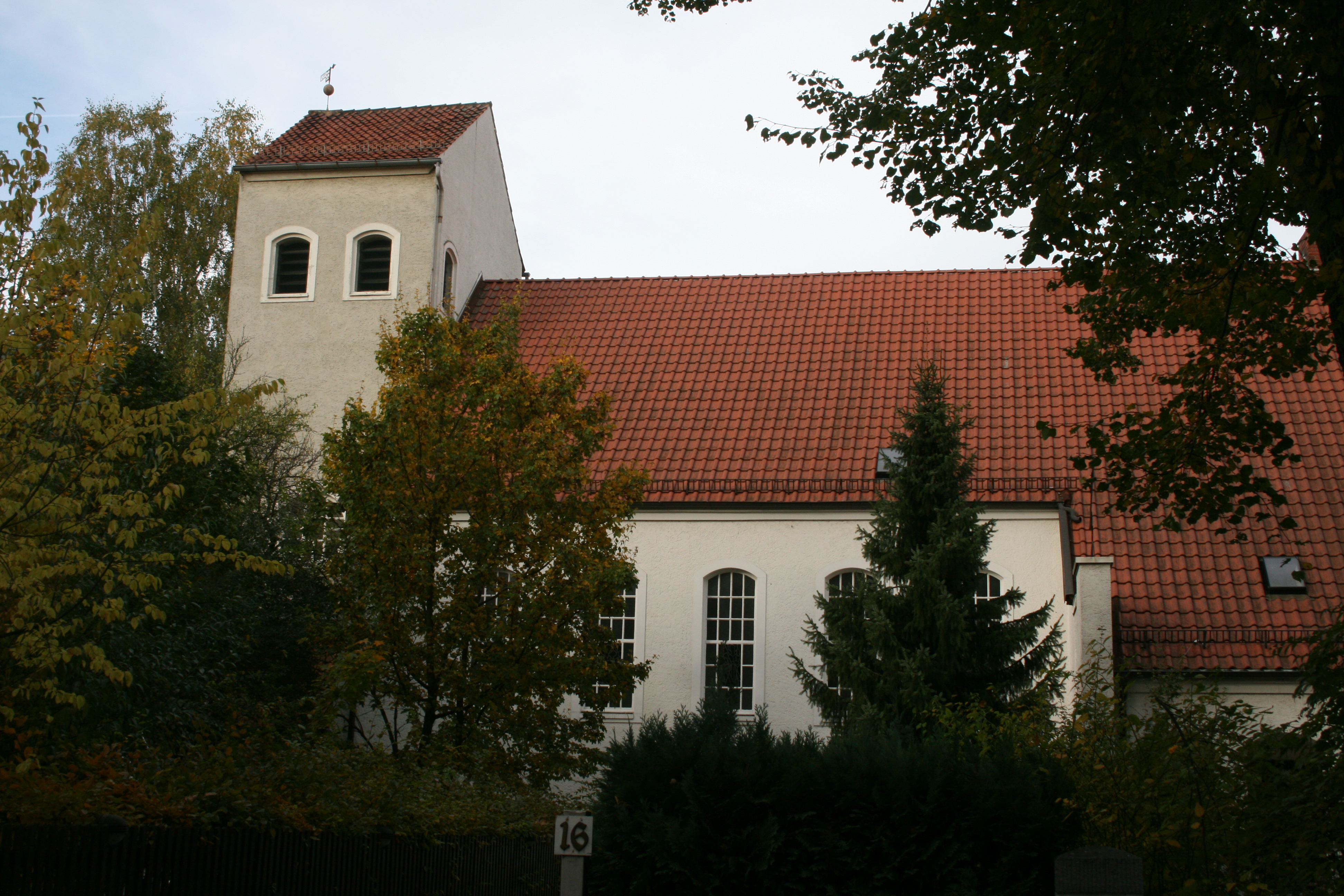
Südseite der Gethsemanekirche

Die Gethsemanekirche ist eine evangelisch-lutherische Kirche im hannoverschen Stadtteil List. Die 1938 nach Plänen Friedrich Fischers fertiggestellte Kirche befindet sich in der Klopstockstraße 16. Sie ist eher unauffällig gehalten mit einem kleinen Kirchturm, da dies die Baugenehmigung verlangte, die nur aufgrund des Vorwands, Luftschutzbunker in die Kellerräume zu bauen, erteilt wurde. Das Gebäude ist weiß verputzt und mit einem Ziegeldach versehen. Im Inneren steht ein Holzkreuz; die fünf Fenster auf der Südseite, die von Otto und Werner Brenneisen geschaffen und zwischen 1953 und 1957 von Konfirmanden gestiftet worden sind, zeigen Szenen aus der Gethsemane-Geschichte im Neuen Testament.